# Кріс Доус
Кріс Доус (англ. Chris Dawes, нар. 31 травня 1974, Кінгстон) — ямайський футболіст, що грав на позиції півзахисника.
Виступав, зокрема, за «Колорадо Репідс» та «Портмор Юнайтед», а також національну збірну Ямайки. Учасник чемпіонату світу 1998 року та двох Золотих кубків КОНКАКАФ.

## Клубна кар'єра
Розпочав грати у футбол за команду «Гелексі Юнайтед», в якій грав до 2001 року. Крім того 1996 року недовго грав за клуб бельгійського четвертого дивізіону SVD Handzame.
У 2001 році він підписав контракт з американським клубом МЛС «Колорадо Репідс». У цій команді він зазвичай був дублером і з'явився у 16 матчах ліги. Через це по завершенні сезону він повернувся на Ямайку і виступав за «Азар Юнайтед». У 2003 році він став чемпіоном країни з ним, а також виграв Кубок Ямайки.
У сезоні 2003/04 грав за «Вілледж Юнайтед», після чого повернувся в попередній клуб, що змінив назву на «Портмор Юнайтед», за який відіграв ще 2 сезони, зробивши в першому з них другий у кар'єрі «золотий дубль». Завершив професійну кар'єру футболіста виступами за команду «Портмор Юнайтед» у 2006 році.

## Виступи за збірну
1995 року дебютував в офіційних матчах у складі національної збірної Ямайки. Протягом кар'єри у національній команді, яка тривала 7 років, провів у формі головної команди країни 24 матчі, забивши 1 гол.
У складі збірної був учасником чемпіонату світу 1998 року у Франції, на якому зіграв у двох матчах — проти Аргентини (0:5) і Японії (2:1). Крім того брав участь у розіграшах Золотого кубка КОНКАКАФ 1998 та 2000 року у США. Зіграв свій останній матч за збірну у 2001 році проти Коста-Рики.

## Титули і досягнення
- Переможець Карибського кубка: 1998